# Vîșiv, Malîn
Vîșiv (în ucraineană Вишів) este localitatea de reședință a comunei Vîșiv din raionul Malîn, regiunea Jîtomîr, Ucraina.

## Demografie
Componența lingvistică a localității Vîșiv
     Ucraineană (93,85%)
     Rusă (6,15%)
Conform recensământului din 2001, majoritatea populației localității Vîșiv era vorbitoare de ucraineană (93,85%), existând în minoritate și vorbitori de rusă (6,15%).